# Lezioni di piano
Lezioni di piano (The Piano) è un film del 1993 scritto e diretto da Jane Campion.
Ha vinto la Palma d'oro al 46º Festival di Cannes (rendendo Campion la prima donna ad aver vinto tale premio) e tre Premi Oscar nell'edizione del 1994: migliore attrice (Holly Hunter), migliore attrice non protagonista (Anna Paquin) e migliore sceneggiatura originale (Jane Campion), rimanendo fino ai Premi Oscar 2016, con il pluripremiato Mad Max: Fury Road, il film australiano con il maggior numero di Oscar vinti.

## Trama
Le vicende si svolgono in Nuova Zelanda alla metà dell'Ottocento. Ada McGrath è una giovane scozzese, muta, per un non ben specificato motivo, dall'età di sei anni. Dopo un lungo viaggio in mare, giunge per sposare Alisdair Stewart, ricco possidente terriero che nemmeno conosce in quanto il matrimonio le è stato imposto dal padre. Con lei ci sono la figlia di sei anni, Flora, avuta da una relazione col suo maestro di musica, e il suo  pianoforte, a cui è affezionatissima e per mezzo del quale esprime i propri pensieri più reconditi; la donna infatti comunica col resto del mondo solo attraverso la mediazione di Flora, che conosce la lingua dei segni britannica, oppure scrivendo su un taccuino che porta appeso al collo. 
Il primo incontro con il futuro marito non è dei migliori: l'uomo è impacciato, persino burbero, e scatena la rabbia della donna quando si rifiuta di trasportare verso casa il pesante pianoforte che i marinai hanno lasciato sulla spiaggia insieme ai bagagli di Ada. Il tempo inclemente e la mole dell'oggetto renderebbero necessario un secondo viaggio dei suoi lavoranti maori, ma Alisdair non intende sborsare denaro supplementare ed inoltre sostiene che la loro casa è troppo piccola per un simile oggetto, per questo Ada si rifiuterà ostinatamente al marito lasciando il matrimonio in bianco. Sull'isola vive anche un uomo inglese, George Baines, socio in affari di Stewart, malvisto da quando ha stretto forti legami con la popolazione indigena: è arrivato persino ad adottare alcuni usi e costumi locali, come il tatuaggio facciale tā moko, e parla fluentemente la lingua māori. 
Baines subisce immediatamente il fascino di Ada, la quale gli chiede un giorno di accompagnarla sulla spiaggia per vedere come va il pianoforte. Lì, Baines, guardandola suonare, si innamora perdutamente di lei e decide di negoziare con Alisdair la cessione di alcuni terreni in cambio del pianoforte, progettando in segreto di farsi dare lezioni da Ada. Quando la donna viene a sapere della cessione del pianoforte va su tutte le furie, ritenendo Baines un individuo rozzo, incolto e il marito un uomo attaccato ai beni materiali e privo di rispetto nei suoi confronti, ma non può fare altro che subire. Baines fa accordare il pianoforte e chiede ad Ada di dargli lezioni; quasi subito però le propone un patto segreto, grazie al quale lei potrà tornare in possesso del piano: non vuole imparare a suonare ma guardare lei mentre suona.
Ben presto non si limiterà agli sguardi, e in cambio di contatti fisici, propone ad Ada di guadagnarsi uno o più tasti del pianoforte, così alla fine riprenderselo del tutto. Lei accetta, sia pure malvolentieri, e subisce, in un crescendo, le attenzioni indesiderate sempre più pressanti di Baines, manifestandogli quindi il proprio disappunto. Baines dopo un po' decide di smettere, rendendosi conto che attraverso questo genere di comportamento la donna non si innamorerà mai di lui, anzi che così sta facendo di lei una sgualdrina e di se stesso uno sciagurato e di conseguenza decide di restituirle il pianoforte ponendo così fine ai loro incontri. Paradossalmente la resa di Baines segna la capitolazione di Ada che torna spontaneamente a cercarlo e ne diventa l'amante. Alisdair nota un cambiamento nella moglie, ma non riesce a spiegarsene la ragione, finché un giorno la segue di nascosto e li coglie, non visto, sul fatto, di conseguenza, preso da furente gelosia, rinchiude la moglie in casa impedendole di uscire. 
Ada scrive un messaggio d'amore ("Caro George, il mio cuore è tuo") a Baines su un tasto del pianoforte e manda Flora a consegnarglielo ma la bambina, in un momento di stizza, alimentata da gelosia nei confronti di Baines, invece consegna il tasto ad Alisdair che in un impeto di rabbia violenta, sotto gli occhi di Flora, taglia un dito ad Ada con un'accetta in modo che non possa suonare mai più. In seguito a questo traumatico episodio la salute della donna peggiora fino quasi a condurla alla morte. 
Alisdair, pentito, si risolve infine a lasciarla libera di andar via. Così, accompagnate da Baines, Ada e Flora, portando via anche il pianoforte, si mettono in mare verso una nuova vita, ma all'improvviso Ada chiede che il piano venga gettato in acqua e fa in modo che un piede le rimanga impigliato nella fune. Il peso dello strumento la trascina sott'acqua. Sembra un tentativo di suicidio, ma Ada, mentre precipita nelle profondità del mare, comprende che non è questa la soluzione alla sua infelicità e decide di riemergere. Il pianoforte, strumento della sua rinascita alla vita e all'amore, rimane in fondo all'oceano.
Andranno a vivere a Nelson, nell'Isola del Sud, dove Baines le modella un ditale di metallo, cosicché possa tornare a suonare in qualche modo e a dare lezioni di pianoforte. Nel clima di generale serenità, Ada ritrova anche la parola e prova a parlare di nuovo, mentre di notte ripensa al suo pianoforte, rimasto per sempre nel silenzio dell'abisso.

## Colonna sonora
La colonna sonora del film (pubblicata il 19 ottobre 1993) è opera del compositore inglese Michael Nyman; il titolo del tema principale è The Heart Asks Pleasure First (Il cuore chiede per prima cosa il piacere). Pezzi aggiuntivi erano Big My Secret, The Mood That Passes Through You, Silver Fingered Fling, Deep Sleep Playing e The Attraction of the Peddling Ankle. Questo album è classificato tra i 100 migliori album di colonne sonore di tutti i tempi e il lavoro di Nyman è considerato una voce chiave nel film, che ha un personaggio principale muto.

## Riconoscimenti
- 1994 - Premio Oscar
  - Miglior attrice protagonista a Holly Hunter
  - Miglior attrice non protagonista a Anna Paquin
  - Migliore sceneggiatura originale a Jane Campion
  - Candidatura Miglior film a Jan Chapman
  - Candidatura Migliore regia a Jane Campion
  - Candidatura Migliore fotografia a Stuart Dryburgh
  - Candidatura Migliori costumi a Janet Patterson
  - Candidatura Miglior montaggio a Veronika Janet
- 1994 - Golden Globe
  - Miglior attrice in un film drammatico a Holly Hunter
  - Candidatura Miglior film drammatico
  - Candidatura Migliore regia a Jane Campion
  - Candidatura Miglior attrice non protagonista a Anna Paquin
  - Candidatura Migliore sceneggiatura a Jane Campion
  - Candidatura Miglior colonna sonora a Michael Nyman
- 1994 - Premio BAFTA
  - Miglior attrice protagonista a Holly Hunter
  - Migliore scenografia a Andrew McAlpine
  - Migliori costumi a Janet Patterson
  - Candidatura Miglior film a Jan Chapman e Jane Campion
  - Candidatura Migliore regia a Jane Campion
  - Candidatura Migliore sceneggiatura originale a Jane Campion
  - Candidatura Migliore fotografia a Stuart Dryburgh
  - Candidatura Miglior montaggio a Veronika Janet
  - Candidatura Miglior sonoro a Lee Smith, Tony Johnson e Gethin Creagh
  - Candidatura Miglior colonna sonora a Michael Nyman
- 1993 - Festival di Cannes
  - Palma d'oro a Jane Campion
  - Prix d'interprétation féminine a Holly Hunter
- 1993 - Chicago Film Critics Association Award
  - Miglior film straniero
  - Miglior attrice protagonista a Holly Hunter
  - Miglior colonna sonora a Michael Nyman
  - Candidatura Miglior film
  - Candidatura Migliore regia a Jane Campion
  - Candidatura Miglior attrice non protagonista a Anna Paquin
  - Candidatura Miglior sceneggiatura a Jane Campion
- 1994 - Premio César
  - Miglior film straniero a Jane Campion
- 1994 - David di Donatello
  - Candidatura Miglior attrice straniera a Holly Hunter
- 1994 - Independent Spirit Award
  - Miglior film straniero a Jane Campion
- 1994 - Nastro d'argento
  - Candidatura Regista del miglior film straniero a Jane Campion
- 1993 - National Board of Review Award
  - Migliori dieci film
  - Miglior attrice protagonista a Holly Hunter
- 1994 - Southeastern Film Critics Association Award
  - Miglior film
  - Migliori dieci film
  - Migliore regia a Jane Campion
  - Miglior attrice protagonista a Holly Hunter
- 1993 - AACTA Award
  - Miglior film a Jan Chapman
  - Migliore regia a Jane Campion
  - Miglior attore protagonista a Harvey Keitel
  - Miglior attrice protagonista a Holly Hunter
  - Migliore sceneggiatura originale a Jane Campion
  - Migliore fotografia a Stuart Dryburgh
  - Migliore scenografia a Andrew McAlpine
  - Migliori costumi a Janet Patterson
  - Miglior montaggio a Veronika Jenet
  - Miglior sonoro a Lee Smith, Tony Johnson, Gethin Creagh, Peter Townend e Annabelle Sheehan
  - Miglior colonna sonora a Michael Nyman
  - Candidatura Miglior attore non protagonista a Sam Neill
  - Candidatura Miglior attrice non protagonista a Kerry Walker

- 1995 - Awards of the Japanese Academy
  - Candidatura Miglior film straniero
- 1994 - Boston Society of Film Critics Award
  - Miglior attrice protagonista a Holly Hunter
- 1994 - London Critics Circle Film Award
  - Film dell'anno
  - Attrice dell'anno a Holly Hunter
- 1993 - Los Angeles Film Critics Association Award
  - Migliore regia a Jane Campion
  - Miglior attrice protagonista a Holly Hunter
  - Miglior attrice non protagonista a Anna Paquin
  - Migliore sceneggiatura a Jane Campion
  - Migliore fotografia a Stuart Dryburgh
  - Candidatura Miglior film
  - Candidatura Miglior colonna sonora a Michael Nyman
- 1993 - New York Film Critics Circle Award
  - Migliore regia a Jane Campion
  - Miglior attrice protagonista a Holly Hunter
  - Migliore sceneggiatura a Jane Campion
  - Candidatura Miglior film
  - Candidatura Miglior fotografia a Stuart Dryburgh
- 1994 - Premio Robert
  - Miglior film straniero a Jane Campion
- 1994 - Eddie Award
  - Candidatura Miglior montaggio a Veronika Jenet
- 1994 - American Society of Cinematographers
  - Candidatura Migliore fotografia a Stuart Dryburgh
- 1994 - Premio Bodil
  - Miglior film straniero non statunitense a Jane Campion
- 1993 - British Society of Cinematographers
  - Candidatura Migliore fotografia a Stuart Dryburgh
- 1993 - Camerimage
  - Rana d'Oro a Stuart Dryburgh
- 1994 - Dallas-Fort Worth Film Critics Association Award
  - Miglior attrice protagonista a Holly Hunter
  - Candidatura Miglior film
  - Candidatura Migliore regia a Jane Campion
- 1994 - DGA Award
  - Candidatura Miglior regia a Jane Campion
- 1994 - Film Critics Circle of Australia Award
  - Migliore regia a Jane Campion
  - Miglior attrice non protagonista a Anna Paquin
  - Migliore sceneggiatura a Jane Campion
  - Miglior colonna sonora a Michael Nyman
- 1994 - Guldbagge Award
  - Miglior film straniero
- 1994 - Golden Reel Award
  - Miglior montaggio sonoro in un film straniero
- 1994 - National Society of Film Critics Award
  - Miglior attrice protagonista a Holly Hunter
  - Migliore sceneggiatura a Jane Campion
  - Candidatura Miglior film
  - Candidatura Migliore regia a Jane Campion
  - Candidatura Miglior attrice non protagonista a Anna Paquin
  - Candidatura Migliore fotografia a Stuart Dryburgh
- 1994 - PGA Award
  - Produttore più promettente a Jan Chapman
  - Candidatura Miglior produttore a Jan Chapman
- 1993 - Vancouver International Film Festival
  - Film più popolare a Jane Campion
- 1994 - WGA Award
  - Miglior sceneggiatura originale a Jane Campion
- 1994 - Argentinean Film Critics Association Awards
  - Miglior film straniero a Jane Campion
- 1995 - Kinema Junpo Award
  - Miglior film straniero a Jane Campion
- 1994 - Political Film Society
  - Candidatura Premio per la democrazia
- 1994 - SESC Film Festival
  - Miglior film straniero a Jane Campion